# Café au lait au lit
Pour plus de détails, voir Fiche technique et Distribution.
Café au lait au lit (Frühstück im Doppelbett) est un film allemand réalisé par Axel von Ambesser, sorti en 1963.

## Synopsis
L'éditeur de journaux Henry Clausen épouse la jeune et séduisante Liane le 17 mars 1960 et informe de son mariage dans l'un de ses propres journaux, le Morgen-Kurier. Après seulement trois ans, le bonheur conjugale d'abord tempétueux s'est visiblement calmé : Le mari Henry a oublié le jour du mariage, et les deux époux ne savent pas quoi se dire. Tout menace de s'étouffer dans la routine habituelle. Lors d'un cours de yoga pour son mari et d'autres employés de la maison d'édition, Liane rencontre le professeur de yoga Victor H. Armstrong, qui vit dans le même bâtiment que les Clausens, trois étages plus bas. Le jour suivant, Henry veut célébrer l'anniversaire de mariage de sa femme pour le plus grand plaisir de sa femme, mais ensuite une interview imprévue à Moscou avec Khrouchtchev intervient, et Liane est profondément attristée de se retrouver seule. Afin de se sentir à nouveau attirante pour son mari, elle vient voir Victor. Bientôt il y en aura plus entre eux, dans l'ascenseur il y aura un premier baiser.
Armstrong s'avère être un amant animé et montre à Liane exactement l'intérêt qu'elle a si douloureusement manqué à son mari. Dans l'appartement des Clausen, Liane entend soudainement un bruit venant de la chambre à coucher. C'est le mari, revenu de Moscou, qui a entendu mot à mot les amants. Ceci est suivi par des remarques moqueuses de Henry, qui créent un certain malaise chez Victor et Liane. Liane se met vraiment en colère quand son mari ne montre pas la jalousie espérée. Dans la soirée, le couple parle de divorce. Un jour, une tentation blonde s'empare de la vie de Henry sous la forme de la jeune et jeune auteure danoise Claudia Westorp. Elle se trompe dans son bureau pour lui donner son premier roman érotique Embrasse-moi, la Nuit. Confessions d'une fille de dix-sept ans. Bien que l'œuvre s'avère être une pochade érotique, Clausen a une autre idée, à savoir pour commencer une liaison avec Claudia. La jambe déshabillée lascivement placée sur l'épaule de Henry, Claudia commence à lui lire tout son livre, tandis que devant son bureau, les mots Ne pas déranger s'allument. Ils s'embrassent pour la première fois.
Quand Henry met du rouge à lèvres sur sa joue pour rendre son épouse jalouse à la maison, elle réagit tout à fait autrement que prévu. Elle rejoint Victor et lui dit qu'elle est maintenant libre pour lui. Celui-ci répond d'une façon surprenante, penaude. Bientôt, Liane doit se rendre compte que la vie faite d'eau fraîche de Victor n'est pas nécessairement la vie de luxe à laquelle la femme de l'éditeur était habituée. Alors qu'elle prend un bain d'échauffement matinal dans son appartement matrimonial, elle rencontre Claudia accompagnée de son fiancé. Il s'agit d'un verbiage, au cours duquel il s'avère que Henry et Liane se trouvent encore ensemble. Finalement, Victor sort de son appartement. Après quelques semaines, un divorce survient, mais l'ex-couple Clausen décide, pour des raisons purement pratiques, de continuer à vivre ensemble dans l'appartement spacieux. On achète seulement un deuxième téléphone (blanc), qui appartient maintenant à Liane, qui reprend son nom de jeune fille, Kolmar. Au cours des semaines, cependant, les deux nouveaux couples doivent se rendre compte qu'ils ne vont pas ensemble. Quand Claudia et Victor quittent l'immeuble pour une courte période, Liane se précipite vers Henry. Les deux fous comme des amants frais traversent l'appartement et enfin vont au lit. Les déménageurs qui approchent sont renvoyés.

## Fiche technique
- Titre français : Café au lait au lit[1]
- Titre original : Frühstück im Doppelbett
- Réalisation : Axel von Ambesser
- Scénario : Ladislas Fodor
- Musique : Friedrich Schröder
- Direction artistique : Hans-Jürgen Kiebach, Ernst Schomer
- Costumes : Ilse Dubois, Trude Ulrich
- Photographie : Richard Angst
- Son : Kurt Witte
- Montage : Walter Wischniewsky
- Production : Artur Brauner
- Sociétés de production : CCC-Film
- Société de distribution : Gloria
- Pays d'origine :  Allemagne de l'Ouest
- Langue : allemand
- Format : Noir et blanc - 1,66:1 - Mono - 35 mm
- Genre : Comédie
- Durée : 98 minutes
- Dates de sortie :
  -  Allemagne de l'Ouest : 26 avril 1963.
  -  France : 15 octobre 1965[1].

## Distribution
- Liselotte Pulver : Liane Clausen
- O. W. Fischer : Henry Clausen
- Lex Barker : Victor H(indenburg). Armstrong
- Ann Smyrner : Claudia Westorp
- Ruth Stephan : Cilly, la gouvernante
- Edith Hancke : Mme Müller, la secrétaire de Henry Clausen

## Source de traduction
- (de) Cet article est partiellement ou en totalité issu de l’article de Wikipédia en allemand intitulé « Frühstück im Doppelbett » (voir la liste des auteurs).